# Sankt Silvester
St. Silvester (en alemán, Sankt Silvester) es una comuna suiza del cantón de Friburgo, situada en el distrito de Sense. Tiene una población estimada, a fines de 2020, de 952 habitantes.
Limita al norte con las comunas de Tentlingen y Giffers; al este con Giffers y Plasselb, comuna con la que también limita al sur, y al oeste con Le Mouret.